# 李超琼
李超琼(1847年—1909年)，四川合江人，是一名清朝政治人物。历任溧阳、元和、阳湖、江阴、无锡、吴县、南汇、上海8地知县。曾在苏州金鸡湖内发动修筑“李公堤”，有《李超琼日记》传世。
| 前任： 王念祖 | 上海县知县 1906年－1907年 | 繼任： 景崧   |
| 前任： 陈保颐 | 南汇县知县 1905年－1906年 | 繼任： 方时炯 |